# Pietro Rotari
Pietro Antonio Rotari, född den 30 september 1707 i Verona, död den 31 augusti (g.s.) / 11 september (n.s.) 1762 i Sankt Petersburg, var en italiensk greve och målare. Han utförde i huvudsak porträtt.

## Biografi
Rotari, som var lärjunge till Antonio Balestra och Francesco Trevisani, reste i Europa och samlade förmögenhet med sitt arbete. Han var verksam i Wien och Dresden samt sist i Sankt Petersburg, där han blev hovmålare hos kejsarinnan Elisabet. 
I större tavlor, såsom Vilan under flykten till Egypten (i Dresden), är han kall och eklektisk, men i kvinnliga halvfigurer utvecklar han ett något sentimentalt behag, som slog mycket an på samtiden. Målningar av Rotari finns i mängd i konstakademien i Petersburg och på slottet Peterhof (168 nummer). I München finns två och i Sveriges Nationalmuseum två (Flicka som syr och Flicka som ser genom kikare). En svärmisk Magdalena, ett par gubbhuvud och två porträtt av sachsiska prinsessor representerar Rotari i Dresdengalleriet. Han utförde därtill spirituella raderingar.